# Хачапури

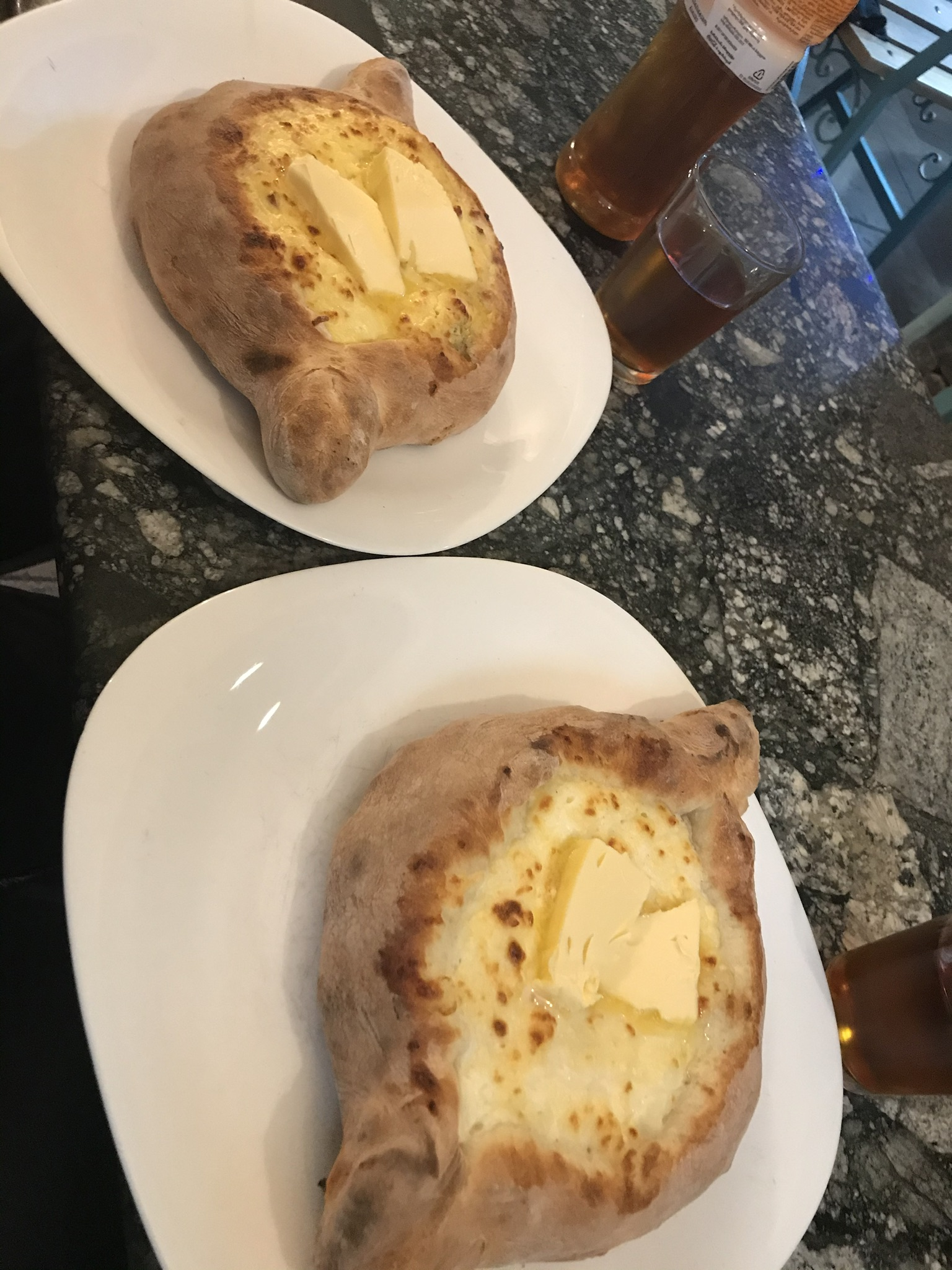
Хачапури в Грузии

Хачапу́ри (груз. ხაჭაპური МФА: [xɑtʃʼɑpuri]о файле) — блюдо грузинской кухни, национальное мучное изделие, булка с начинкой из сыра. В 2019 году хачапури был присвоен статус нематериального памятника культурного наследия Грузии.

## История

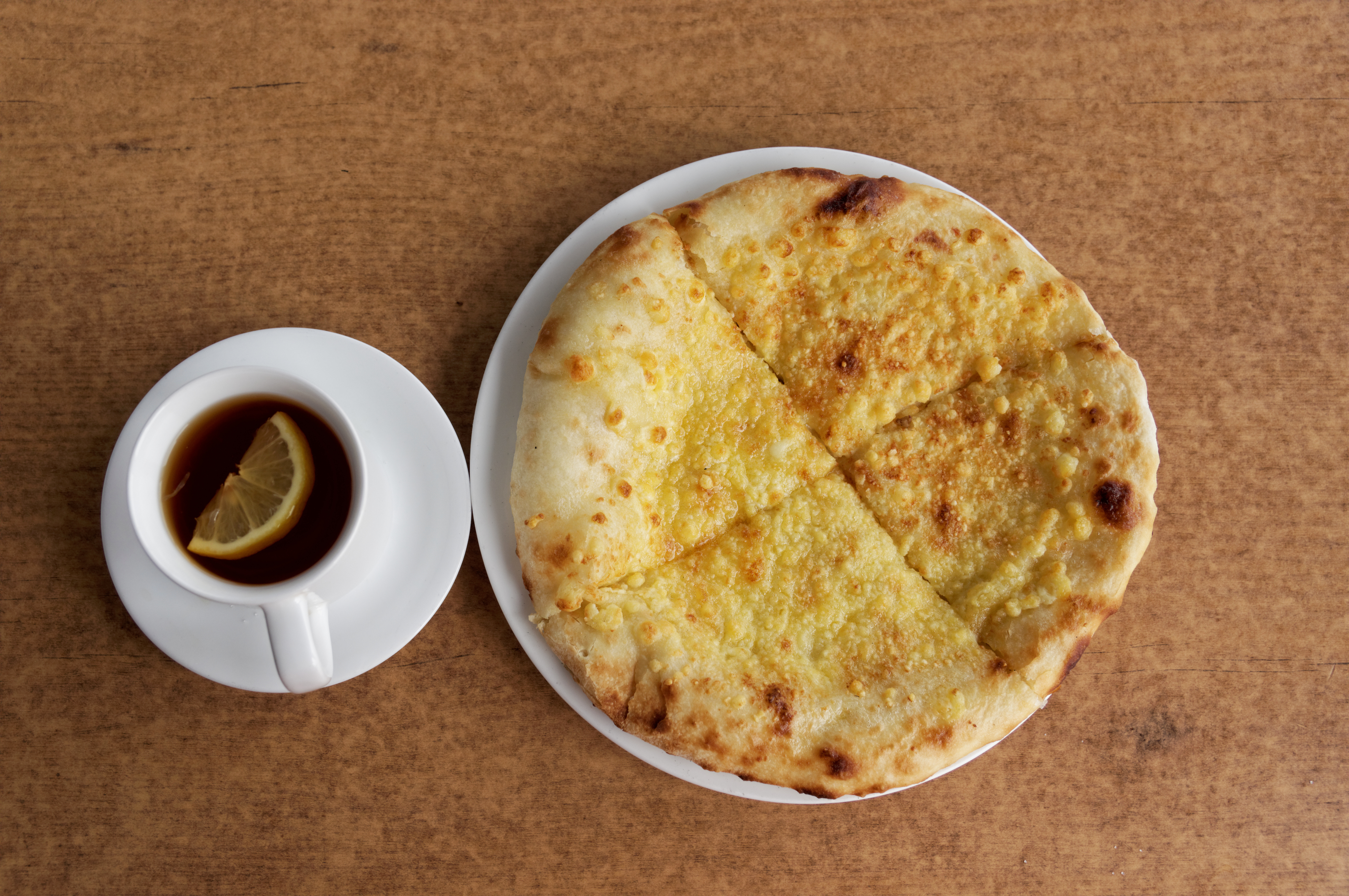
Мегрельское хачапури

Название происходит от слов ხაჭო [xɑtʃʼɔ] «творог» и პური МФА: [puri]о файле «хлеб». Иногда пироги с мясом или парной рыбой также называются «хачапури».
Помимо хачапури, в Грузии также существуют лобиани (ლობიანი; плоские пироги с фасолью), кубдари (კუბდარი; аналогичные пироги с мясом). Ближайшие родственники хачапури — балкарско-карачаевские хычины (лепёшки с картофельно-сырной или мясной начинкой).
В 2010 году Национальный центр интеллектуальной собственности Грузии разработал законопроект по защите торгового наименования «хачапури».
В сентябре 2011 года власти Грузии оформили патент на хачапури и ряд других блюд национальной кухни.

## Приготовление

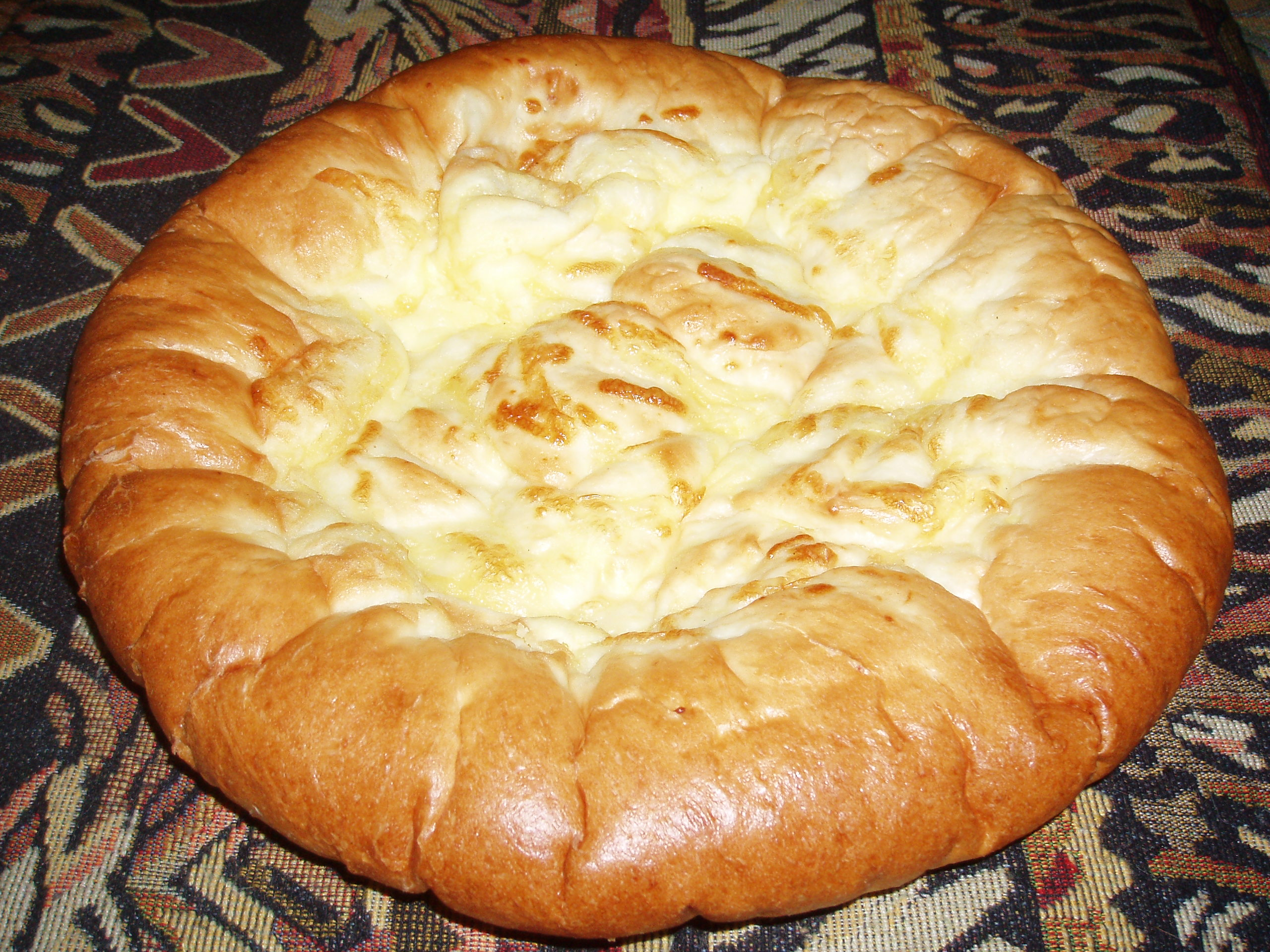
Имеретинское хачапури

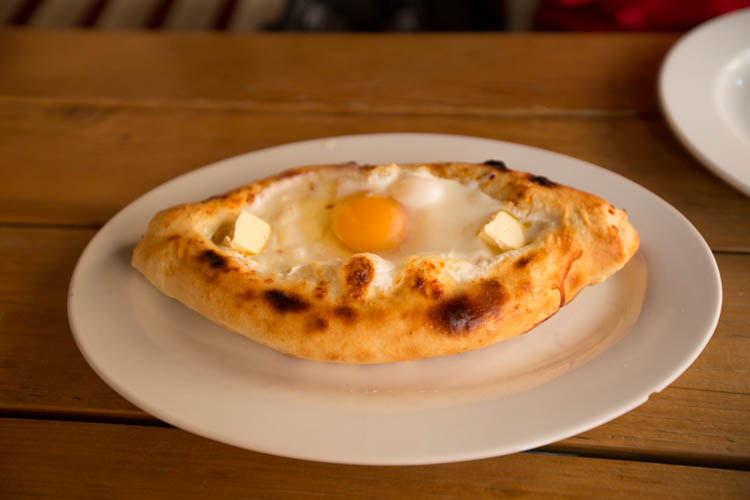
Аджарское хачапури

Единого рецепта хачапури не существует — в каждом регионе блюдо готовят по-своему: гурийские хачапури напоминают чебурек, имеретинские — круглые, мегрельские — тоже круглые, но сверху покрыты сыром (сулугуни), аджарские (пекут в продолговатой форме, из-за чего зовутся лодочкой) и заливают яйцом, рачинские хачапури — круглые с фасолевой начинкой, сваренной с рачинским беконом.
Классический вариант начинки — имеретинский сыр (чкинти-квели). Вопреки распространённому мнению, в начинку классического хачапури не входит сулугуни.
Один из традиционных видов теста для хачапури условно можно назвать бездрожжевым или «пресным сдобным»: отсутствующие дрожжи заменяют молочнокислые организмы мацони. Помимо теста на мацони, в Грузии существуют и иные региональные разновидности теста для хачапури: дрожжевое и слоёное — нововведение последнего времени.
Пирог жарится на сковороде, если тесто приготовлено на мацони, или выпекается в духовке, если используется дрожжевое либо слоёное тесто.

## Разновидности
В грузинской кухне есть несколько видов хачапури из разных регионов:
- Имеретинское хачапури (имерули) — самая популярная форма, приготовленная из теста, настоянного на дрожжах и белом имеретинском солёном сыре[10].
- Аджарское хачапури (груз. აჭარული, ачарули, аджарули) — в форме лодочки с сыром, маслом и яичным желтком в середине
- Мегрельское хачапури (мегрули) — похоже на имеретинское, но с добавлением сверху сыра.
- Ачма — многослойная, больше похожа на лазанью без соуса.
- Хачапури по-гурийски — содержит варёные яйца внутри теста и выглядит как кальцоне. Возможно, это не разновидность хачапури. Гурийцы делают их на Рождество и называют просто «рождественский пирог». В остальной Грузии это блюдо называется «гурийским пирогом».
- Осетинское хачапури («осури» или «хабизгина») — начинка состоит из сыра и картофеля.
- Сванури лемзира.
- Рачули хачапури.
- Самцхе-джавахетское хачапури («пеновани») — готовится из слоёного теста, в результате чего получается слоёный пирог.